# L’amore è femmina
L’amore è femmina – singiel włoskiej piosenkarki Niny Zilli napisany przez nią samą we współpracy z Christianem Rabbem, Kristofferem Sjökvistem, Fridą Molander i Charliem Masonem oraz wydany na drugiej płycie studyjnej artystki o tym samym tytule wydanym w 2012 roku.
W 2012 roku utwór w dwujęzycznej, włosko-angielskiej wersji („L’amore è femmina (Out of Love)”) reprezentował Włochy w 57. Konkursie Piosenki Eurowizji organizowanym w Baku. 26 maja został zaprezentowany przez Zilli w finale widowiska i zajął ostatecznie dziewiąte miejsce po otrzymaniu 101 punktów.
Na początku mają premierę miał oficjalny teledysk do piosenki, który wyreżyserował Cosimo Alemà. Klip nagrywany był w marcu tegoż roku w pałacu Esposizione Universale Roma w Rzymie.

## Lista utworów
Digital donwload
1. „L’amore è femmina” – 3:01

## Notowania na listach przebojów
| Kraj   | Lista (2012)   | Najwyższe miejsce |
| ------ | -------------- | ----------------- |
| Włochy | Singles Top 50 | 40                |